# モハマド・アッサン
- ムハマド・アッサン
- ムハマド・アフサン
- モハマド・アフサン

モハマド・アッサン（Mohammad Ahsan、1987年9月7日 - ）は、インドネシアの男子バドミントン選手。パレンバン出身。ヘンドラ・セティアワンとペアを組み、世界選手権を3回制覇している。

## 経歴
2012年のロンドン五輪ではボナ・セプタノとペアを組み、5位入賞。その後は3歳上のヘンドラ・セティアワンとペアを組み、2013年、2015年、2019年の世界選手権で優勝している。
ヘンドラ・セティアワンとは1度ペアを解散しているが、2018年に再結成し、2019年には全英オープン、世界選手権、BWFワールドツアーファイナルズの3つのビッグタイトルを制覇した。